# Октябрьское (Рощинский сельский округ)
Октябрьское (каз. Октябрьское) — село в Тайыншинском районе Северо-Казахстанской области Казахстана. Входит в состав Рощинского сельского округа. Находится примерно в 61 км к северо-западу от города Тайынша, административного центра района. Код КАТО — 596066600.

## Население
В 1999 году численность населения села составляла 252 человека (138 мужчин и 114 женщин). По данным переписи 2009 года, в селе проживало 108 человек (61 мужчина и 47 женщин).